# Scaptocoris castaneus
Scaptocoris castaneus är en insektsart som beskrevs av Perty 1833. Scaptocoris castaneus ingår i släktet Scaptocoris och familjen taggbeningar. Inga underarter finns listade i Catalogue of Life.